# Pachnoda cordata
Pachnoda cordata es una especie de escarabajo del género Pachnoda, familia Scarabaeidae. Fue descrita científicamente por Drury en 1773.

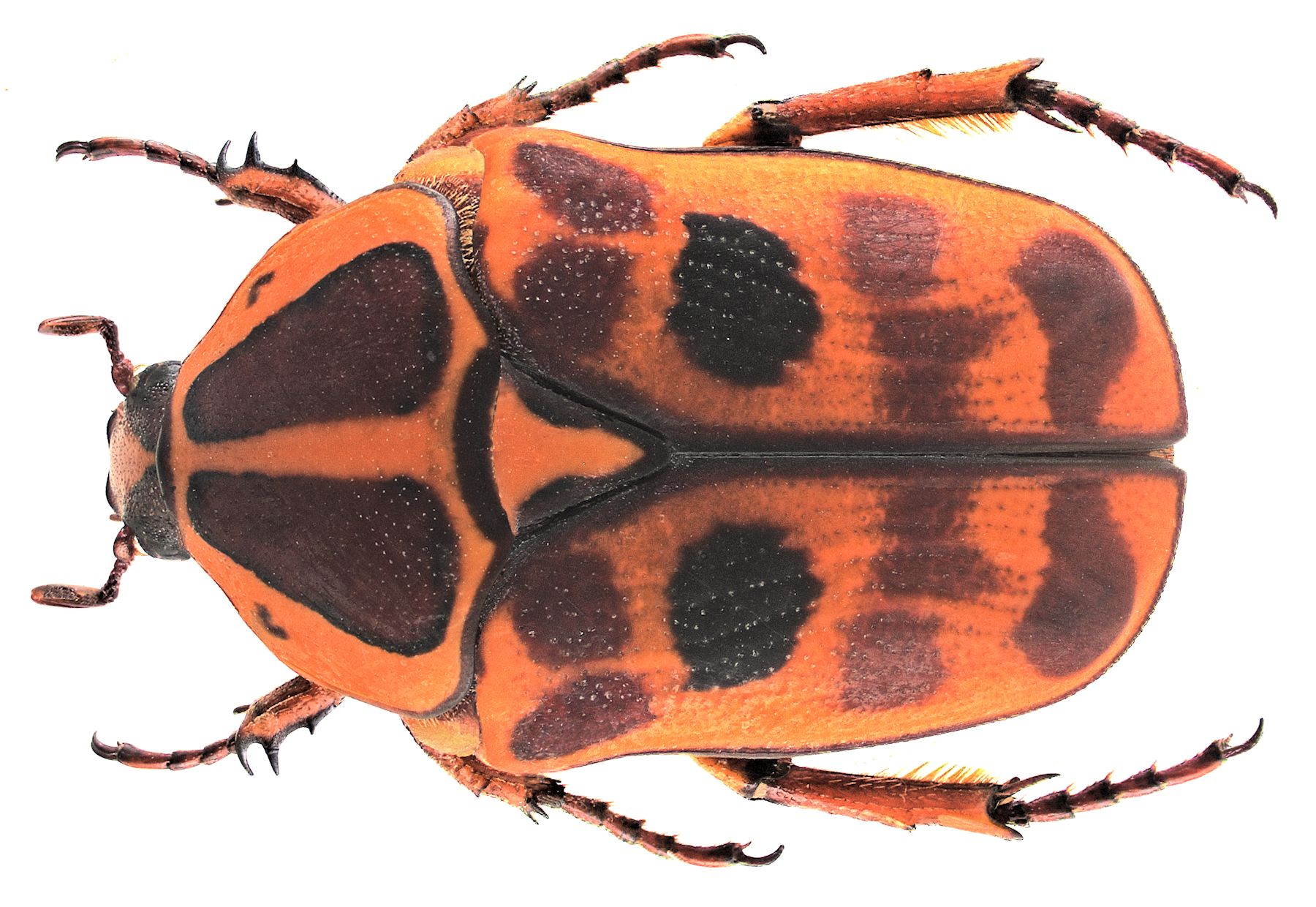
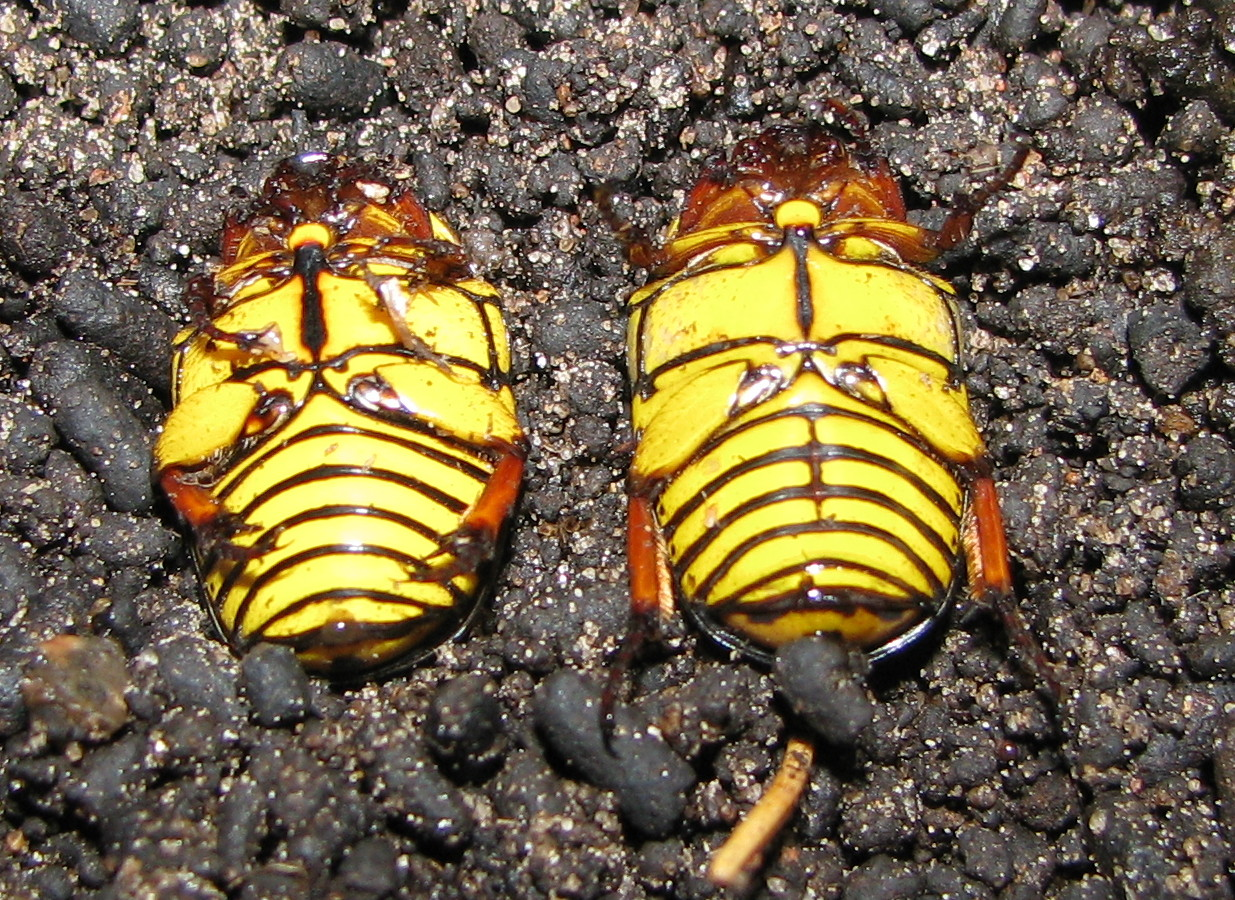
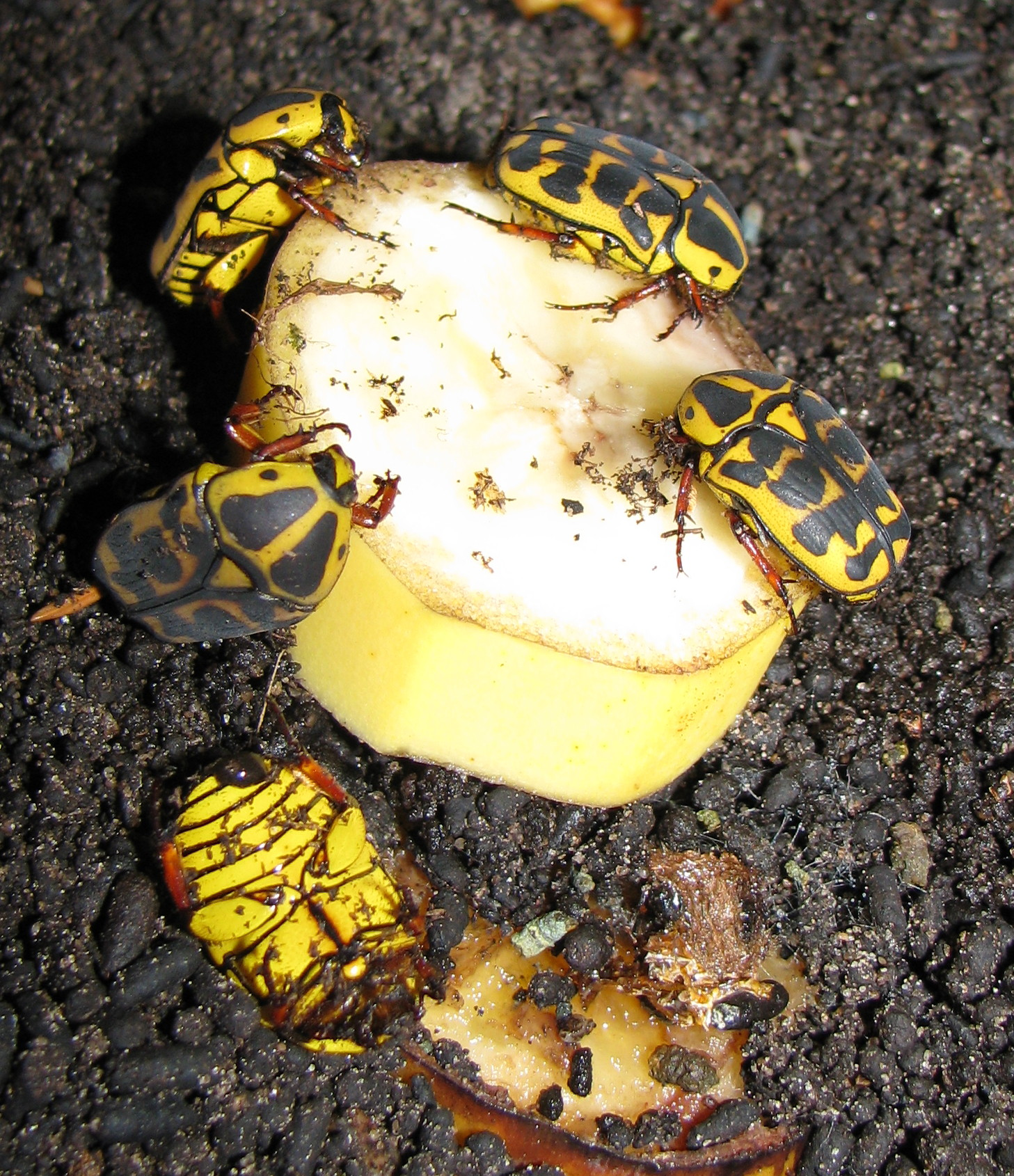

Habita en Sudáfrica.